# رودولف فلاورز
رودولف فلاورز (بالإنجليزية: Rudolph Flowers)‏ هو لاعب كرة قدم بليزي، ولد في 1980.